# 역사란 무엇인가
《역사란 무엇인가》(영어: What Is History?)는 저자 E. H. 카가 역사학의 본질과 역사가의 역할을 탐구한 역사철학서이다. 1961년 케임브리지 대학교에서 진행된 강연을 바탕으로 집필되었으며, 이후 역사 연구와 해석에 대한 중요한 이론적 기반을 제공하였다. 에드워드 카는 역사가 단순히 과거의 사실을 나열하는 것이 아니라, 역사가가 이를 어떻게 해석하고 의미를 부여하는지가 중요하다고 주장하였다. 이를 통해 역사 연구에서 객관성과 주관성의 관계를 깊이 있게 탐구하였다.
《역사란 무엇인가》는 출간 이후 역사학뿐만 아니라 철학, 사회과학 분야에서도 많은 영향을 끼쳤다. 역사 연구의 방법론에 대한 깊이 있는 논의를 제공하며, 역사학을 연구하는 학자뿐만 아니라 일반 독자들에게도 큰 의미를 가진다. 현대 역사학에서도 중요한 참고서로 활용되며, 역사에 대한 인식과 접근 방식을 새롭게 조명하는 데 기여하고 있다.

## 특징
이 책에서 에드워드 카는 '역사적 사실'이 객관적으로 존재하는 것이 아니라, 역사가의 선택과 해석을 통해 의미를 가지게 된다고 설명한다. 그는 "역사가와 사실은 서로 상호작용하며, 역사가 없는 사실은 무의미하다"라고 주장하며, 역사가의 관점과 가치관이 역사 서술에 영향을 미칠 수 있음을 강조한다. 이러한 견해는 역사 연구에서 절대적 객관성을 유지하는 것이 어렵다는 논의로 이어진다.
또한, E. H. 카는 역사 연구에서 인과관계의 역할을 중요하게 본다. 그는 역사적 사건이 단순한 연대기의 나열이 아니라, 원인과 결과의 관계 속에서 분석되어야 한다고 주장한다. 그는 특정 개인의 행위보다는 사회적·경제적 구조와 시대적 흐름이 역사 발전에 영향을 미친다고 보았다. 이러한 관점은 역사적 변화의 동인을 구조적 요인에서 찾는 해석 방식과 연결될 수 있다.
E. H. 카는 역사에서 연속성과 변화의 필연성을 강조하며, 역사 연구가 현재와 과거를 연결하는 과정이라고 설명한다. 그는 역사가 시대적 배경과 문제의식에 따라 다르게 해석될 수 있으며, 따라서 역사 서술은 절대적으로 고정된 것이 아니라 변화할 수 있다고 보았다. 이러한 견해는 역사 연구가 시대적 맥락에 따라 달라질 수 있다는 논의와 관련된다.
이 책에서는 역사학과 사회과학의 관계에 대한 논의도 다루어진다. 카는 역사학이 정치학, 경제학, 사회학 등과 연관되어 있으며, 사회과학적 방법을 활용하여 과거를 분석하는 역할을 할 수 있다고 본다. 이를 통해 역사학이 단순한 기록의 학문을 넘어 현실 문제를 이해하는 데 기여할 수 있다는 견해를 제시하였다.

## 평가
책에 대해 긍정적인 평가를 하는 학자들은 카의 논의가 역사 서술의 주관성을 인정하고, 역사가와 역사적 사실 사이의 관계를 강조했다는 점에서 의미가 있다고 본다. 이들은 카가 역사 연구의 사회적·경제적 맥락을 강조함으로써 기존의 실증주의적 역사관을 넘어서는 시각을 제시했다고 평가한다. 또한, 역사학을 하나의 독립된 학문으로 바라보는 것이 아니라 사회과학적 접근과 연계하여 해석하려 한 점도 주목할 부분으로 언급된다.
반면, 일부 학자들은 카의 역사관이 지나치게 상대주의적인 경향을 보일 수 있다고 비판한다. 이들은 역사적 사실의 중요성을 강조하는 입장에서, 카의 주장이 역사 서술을 역사가의 해석에 과도하게 의존하도록 만들 수 있다고 본다. 또한, 카가 인과관계를 중시하면서도 역사적 사건의 다층적 요소를 충분히 고려하지 않았다는 지적도 있다. 일부 비판자들은 그의 견해가 마르크스주의적 역사 해석과 유사한 점이 있으며, 구조적 요인을 강조하는 방식이 개인의 역할을 축소할 수 있다고 본다.

## 영향 및 의의
《역사란 무엇인가》는 역사학 연구에 다양한 영향을 미친 저서로 평가되며, 출간 이후 역사 서술의 본질과 역사가의 역할에 대한 논의가 활발해지는 데 기여하였다. 이 책은 역사적 사실과 해석의 관계를 다루며, 역사 연구에서 객관성이 가능하냐는 문제를 제기하였다. 이러한 논의는 역사학뿐만 아니라 사회과학, 철학 등의 학문 분야에서도 연구 대상으로 다루어졌다.
이 책은 특히 역사 서술 과정에서 역사가의 해석이 개입될 수밖에 없다는 점을 강조하며, 실증주의적 역사관에 대한 대안적 시각을 제시하였다. 이후 역사 연구에서는 역사적 사실의 단순한 수집과 나열보다는 역사가의 관점과 해석이 중요한 요소로 고려되는 경향이 나타났다. 이러한 시각은 20세기 후반 등장한 다양한 역사 연구 방법론에도 영향을 미쳤다는 평가가 있다.
또한, 《역사란 무엇인가》는 역사학과 사회과학의 관계를 다루면서, 역사 연구가 정치학, 경제학, 사회학 등의 학문과 연계될 수 있음을 제시하였다. 저자는 역사적 사건을 분석하는 과정에서 사회적·경제적 요인의 중요성을 강조하였으며, 이러한 논의는 이후 사회사(Social History)나 구조적 역사학(Structural History)과 같은 연구 분야에서 참고되었다.
학문적 영향뿐만 아니라 대중적으로도 역사에 대한 새로운 시각을 제공하였다. 저자는 역사 연구가 단순한 과거의 기록이 아니라 현재와 연결된 해석 과정이라는 점을 강조하였으며, 이러한 관점은 역사적 사고의 중요성을 이해하는 데 도움을 주었다. 이로 인해 《역사란 무엇인가》는 학계뿐만 아니라 교육 분야에서도 활용되는 경우가 있다.
현재까지도 역사 연구의 기본 개념을 이해하는 데 참고되는 저서로 평가되며, 다양한 역사 연구 방법론을 탐구하는 과정에서 언급되는 사례 중 하나이다. 이 책은 역사학이 과거를 연구하는 학문일 뿐만 아니라, 현재와 미래를 이해하는 데도 활용될 수 있다는 논의를 포함하고 있다.

## 참고 문헌
- Carr, Edward Hallett (2015). 《역사란 무엇인가》. 까치. 264쪽. ISBN 9788972915812.